# Don’t Tread on Me
Don't Tread on Me — восьмой студийный альбом американской группы альтернативного рока 311. Записан в феврале - мае 2005 года на калифорнийской студии The Hive. Релиз состоялся 16 августа 2005 года. В первую неделю было продано более 91 000 копий, однако, как и предыдущий альбом 311 Evolver, Don't Tread on Me не получил золотую сертификацию.

## Список композиций
| №                   | Название                   | Длительность |
| ------------------- | -------------------------- | ------------ |
| 1.                  | «Don't Tread on Me»        | 3:07         |
| 2.                  | «Thank Your Lucky Stars»   | 3:24         |
| 3.                  | «Frolic Room»              | 3:34         |
| 4.                  | «Speak Easy»               | 3:26         |
| 5.                  | «Solar Flare»              | 3:11         |
| 6.                  | «Waiting»                  | 3:17         |
| 7.                  | «Long for the Flowers»     | 3:49         |
| 8.                  | «Getting Through to Her»   | 3:24         |
| 9.                  | «Whiskey & Wine»           | 2:59         |
| 10.                 | «It's Getting OK Now»      | 3:04         |
| 11.                 | «There's Always an Excuse» | 5:07         |
| Общая длительность: | Общая длительность:        | 37:27        |

| №   | Название         | Длительность |
| --- | ---------------- | ------------ |
| 12. | «Little Brother» | 3:27         |

| №   | Название              | Длительность |
| --- | --------------------- | ------------ |
| 13. | «Into The Flame»      |              |
| 14. | «Take My Money»       |              |
| 15. | «Wondering Around»    |              |
| 16. | «Stealing My Girl»    |              |
| 18. | «Go»                  |              |
| 19. | «Mase»                |              |
| 20. | «Hotness»             |              |
| 21. | «Chucka Bump»         |              |
| 22. | «Bomp Bomp Chik Ohmp» |              |
| 23. | «Buster 101»          |              |
| 24. | «Rock 100»            |              |
| 25. | «T.H.A.W.»            |              |
| 26. | «Pickswing»           |              |

## Синглы
| Год  | Название            | Позиция | Позиция |
| Год  | Название            | US      | US Alt  |
| ---- | ------------------- | ------- | ------- |
| 2005 | «Don't Tread on Me» | 107     | 2       |
| 2005 | «Speak Easy»        | —       | 22      |
| 2006 | «Frolic Room»       | —       | —       |

## Чарты
| Год  | Чарт          | Позиция |
| ---- | ------------- | ------- |
| 2005 | Billboard 200 | 5       |

## Участники записи
311
- Ник Гексум — вокал, ритм-гитара
- Дуглас «S.A.» Мартинес — вокал, тёрнтейбл
- Тим Махоуни — соло-гитара
- Аарон «P-Nut» Уиллс — бас-гитара
- Чед Секстон — ударные, перкуссия

Создатели
- Рон Сент Джерман - продюсер
- Шепард Фэйри - дизайнер
- Джо Гаствирд - обработка
- Девид Кан - предпродакшн
- Брайан Мэнли - техник
- Пабло Мэтьюсон - художник
- Мириам Сантос-Кайда - фотограф
- Роберт Гринидж - инженер
- Гиф Трип - ассистент инженера
- Джейсон Уолтерс - студийный менеджер